# Cydia oxytropidis
Cydia oxytropidis is een vlinder uit de familie bladrollers (Tortricidae). De wetenschappelijke naam is voor het eerst geldig gepubliceerd in 1912 door Martini.
De soort komt voor in Europa.